# Besarapska Sovjetska Socijalistička Republika
Besarapska Sovjetska Socijalistička Republika (Besarapska SSR; ruski: Бессарабская Советская Социалистическая Республика, Бессарабская ССР) je bila bivša sovjetska socijalistička republika, autonomni dio Ruske SFSR. Proglašena je 11. svibnja 1919. godine s Odesom kao glavnim gradom. Nakon vojne intervencije poljskih i francuskih snaga (vidi Poljsko-sovjetski rat) glavni grad je 2. kolovoza 1919. premješten u Tiraspol.
Besarapska SSR je raspuštena u rujnu 1919. godine, a poljska okupacija tog područja potrajala je sve do 29. prosinca 1920. godine.